# Burg Lindelbrunn

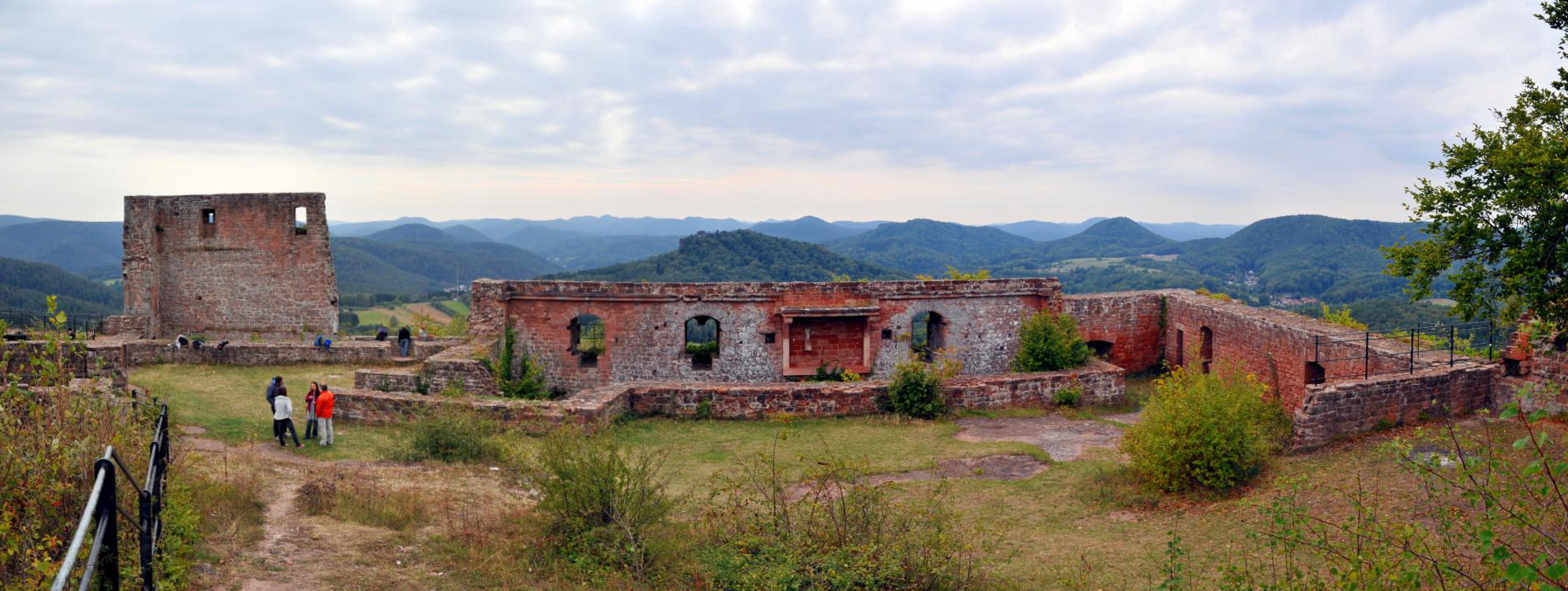
Auf Burg Lindelbrunn

Die Burg Lindelbrunn (auch Lindelbol, Lindelbronn oder Lindelborn genannt) ist die mittelalterliche Ruine einer Felsenburg nahe Vorderweidenthal im rheinland-pfälzischen Landkreis Südliche Weinstraße.
Man vermutet, dass der Burgname auf den Burgbrunnen, an dem eine große blühende Linde stand, zurückzuführen ist.

## Geographische Lage
Die Burgruine Lindelbrunn liegt etwa 2,3 km nordöstlich von Vorderweidenthal, zu dessen Gemeindegebiet sie gehört, und 1,7 km (jeweils Luftlinie) südsüdöstlich von Darstein. Sie befindet sich auf dem 437,6 m ü. NHN hohen Kegel des Schloßbergs. An dessen Fuß stehen ein Forsthaus und ein nach dem höchsten pfälzischen Forstbeamten Heinrich Cramer benanntes Ausflugslokal, das Cramerhaus, das vom Pfälzerwald-Verein errichtet wurde.

## Geschichte
Die Burg Lindelbrunn wurde Mitte des 12. Jahrhunderts vermutlich als Reichsburg zur Verteidigung des Trifels gegründet; vielleicht stammte sie vorher aus dem Besitz der Speyerer Reichskirche. 1268 wird der Ministeriale Dieter von Lindelbol zum ersten Mal urkundlich erwähnt, der ein Nachfahre des Reichstruchsess Markward von Annweiler (etwa 1140–1202) war. Es ist deshalb anzunehmen, dass dieser um 1190/1200 den Hauptausbau der Burg mit dem Saalbau des Palas und freistehender Kapelle vorgenommen hat. Echte Saalbauten und freistehende Kapellen waren damals auf vergleichsweise hochrangige Bauherren beschränkt, nicht einmal jeder Graf konnte um 1200 Entsprechendes vorweisen.
1274 wurde die Burg von König Rudolf von Habsburg in den Besitz der Grafen Emich IV. und Friedrich III. von Leiningen übergeben. Im Laufe der Zeit wurde Lindelbrunn zur Ganerbenburg. Durch Verpfändungen von Burgteilen wuchs die Zahl der Miteigentümer so stark, dass es zu Streitigkeiten kam. 1381 wird die Nikolaus-Kapelle erstmals in einer Urkunde erwähnt. Im Jahre 1441 belagerten die Truppen des pfälzischen Kurfürsten sowie des Speyerer Bischofs Reinhard von Helmstatt sieben Wochen lang die Burg, bis es zu einem friedlichen Ausgleich kam.
Kurz nach Ostern 1450 zogen wegen einer Fehde und der Gefangennahme des Hans von Helmstadt die Truppen der Stadt Landau und des Bistums Speyer zur Burg. Nach vier Tagen erfolgloser Belagerung wurde Helmstadt freigekauft. Im Juni des gleichen Jahres belagerte Graf Emich VI. von Leiningen-Hardenburg mit seinem Sohn und Friedrich von Zweibrücken-Bitsch die Burg, nahmen diese ein und beendeten so die Streitigkeiten.
Im Bauernkrieg von 1525 wurde die Burg von aufständischen Bauern des Kleeburger Kolbenhaufens niedergebrannt. Sie blieb anschließend unbewohnt und verfiel.
Seit 1963 ist die Burg im Besitz des Landes Rheinland-Pfalz. In den Jahren 1979 bis 1981 ließ man umfangreiche Sanierungsmaßnahmen durchführen, bei denen die Reste der freistehenden Kapelle aufgedeckt und teilergänzt wurden.

## Anlage
Durch die Lage auf dem an allen Seiten stark abfallenden Sandsteinfelsen benötigte die Anlage weder Halsgräben noch einen Zwinger. Dem Geländeverlauf folgend, bildeten die Außenmauern der meist repräsentativen Gebäude zugleich die Burgmauer.
Von der äußeren Toranlage ist nichts mehr sichtbar. Das erhaltene innere Tor befindet sich im Nordosten der Anlage. Ein älterer Burgeingang ist südlich davon als durch den Fels getriebener Schacht zu erkennen. Restauriert wurden dort die Fundamente der ehemaligen Nikolaus-Kapelle (um 1190/1200).
Die bedeutendsten sichtbaren Gebäudereste sind die erhaltenen Teile des Palas (um 1190/1200) im Südwesten der Anlage. An der talseitigen Außenmauer aus Buckelquadern sind drei Nischen mit gekuppelten Fenstern erhalten sowie ein nicht ganz originalgetreu rekonstruierter Kamin. Der Innenraum bestand wahrscheinlich aus einem größeren Saal.
Obwohl weitere Außenmauern und damit Reste von Wohngebäuden teilweise rekonstruiert wurden, lässt sich noch kein klares Bild der Burganlage gewinnen. An der höchsten Stelle der Burg im Nordosten könnte ein Bergfried gestanden haben, der aber noch nicht freigelegt wurde. Unklar sind die Bebauung einer überhängenden Felsnase im Südwesten sowie ein Brunnens, der südlich der Außenmauer des Palas und damit außerhalb des Mauerrings entdeckt wurde. Ein weiterer Brunnen befand sich im Süden der Burg nahe der Kapelle.

## Zugang und Aussichtsmöglichkeit
Vom Forsthaus Lindelbrunn geht es in etwa 15 bis 20 Gehminuten zur Burgruine hinauf. Bei guter Witterung besteht von dort eine weitreichende 360-Grad-Rundsicht – unter anderem zur Reichsburg Trifels.

Panoramaaufnahme der Ruine und der Umgebung

## Sagen

### Wie die Burg ihren Namen erhielt
Als der auf der Burg herrschende Ritter einen Tross im Burghof zusammenrufen ließ, um den Namen für das neu erbaute Schloss zu verkünden, stand plötzlich inmitten der Knechte eine alte ergraute Frau. Während der Ritter und sein Gefolge staunten, pflanzte sie am Brunnen einen Lindenzweig. Sie sagte dem Ritter, so lange die Linde blühe, werde auch sein Geschlecht blühen, weshalb der Baum nicht verdorren dürfe. Das Schloss solle fortan Lindelbrunn genannt werden. Dann verschwand sie. Die Linde gedieh und blühte und so auch das Geschlecht des Ritters, der im ganzen Land beliebt war. Doch dem Rothkopf, der vor langer Zeit verstoßene Bruder des Ritters, begegnete eines Tages die alte graue Frau im Wald. Sie wollte die Brüder versöhnen und führte ihn ins Schloss. Der Ritter auf Lindelbrunn allerdings wollte seinen Bruder und die alte graue Frau nicht in seiner Burg sehen und drohte ihnen, sie sollten gehen oder würden an der Linde gehängt werden. Daraufhin erhob sich die alte graue Frau und stieß einen Kunkel in die Linde. Mit einem Rauschen in den Blättern fiel die Linde in den Brunnen hinab, die alte Frau brach für sich noch einen kleinen Ast ab, bevor die Linde verschwand. Mit Rothkopf verließ sie daraufhin das Schloss. Am Fuße des Berges pflanzte sie den Ast ein und sagte zum Rothkopf, er solle an dieser Stelle mit den Steinen des Schlosses eine neue Burg bauen, worauf sie verschwand. Der Rothkopf sah, wie oben das Schloss in einem heftigen Sturm auseinanderbrach und die Steine zu ihm ins Tal rollten. Rothkopf eilte auf den Berg zurück, um seinen Bruder zu retten, doch er fand nur die Ruine und keine Überlebenden vor. Zurück im Tal begann er, mit den Steinen der Burg ein Haus zu bauen, wie es ihn die alte graue Frau geheißen hatte. Noch heute findet man oben auf dem Berg die Ruine und am Fuße des Berges das Forsthaus.

### Wie die Burg im Bauernkrieg zerstört wurde
Als es dem Bauernhaufen in einigen Versuchen nicht gelang, die Burg niederzubrennen, da die Burg von der Ritterschar und den Knechten gut verteidigt wurde, gaben die Bauern wegen der herben Verluste auf und zogen ab. Die Ritter auf der Burg feierten ausgelassen ihren Sieg, als vor dem Tor ein Bürgerlicher stand, um von der Aufgabe der Bauern zu berichten. Man ließ ihn ein und setzte ihm ein Mahl vor. Er lobte den Schlossherrn und welches Glück doch mit ihm sei. Ihn in Sicherheit wähnend, ließ man den Bürgerlichen in der Burg übernachten. Doch als fast das ganze Schloss von der Feier betrunken sich zur Ruhe legte, nutzte der Bürgerliche die Chance. Er ließ die Zugbrücke herunter, und der vor der Burg wartende Bauernhaufen stürmte herein. Der richtete ein Blutbad an, raubte, was er konnte, und brannte die Burg nieder.

### Der Punker von Rohrbach
Der Knappe Punker von Rohrbach diente einst dem Ritter auf der Burg und leistete ihm gute Dienste. So bat er eines Tages seinen Herrn, ihn zum Junker zu machen. Als ihm der Ritter dies verweigerte, verließ er die Burg und trat in die Armee des Pfalzgrafen Ludwig III. ein, welcher der Bärtigen genannt wurde. Man hieß ihn willkommen, waren seine Künste als Schütze doch weit bekannt. Punker berichtete dem Pfalzgrafen von einigen Raubzügen des Ritters auf der Lindelbrunn, worauf der Pfalzgraf Truppen zur Burg schickte. Doch die Burg wurde gut verteidigt, und der Kampf stockte. Da bestieg Punker einen nahen Felsen, der höher lag als die Burg. Von dort aus gelang es ihm, dem Raubritter von Lindenbrunn einen Pfeil ins Herz zu schießen. Punker schoss weiter und traf alle Verteidiger der Burg. Die Truppen des Pfalzgrafen konnten das Tor zertrümmern, doch in der Burg waren alle Gegner schon tot oder lagen im Sterben, getroffen von den Pfeilen Punkers. Der Pfalzgraf konnte nicht glauben, was er sah, vermutete bei Punker eine von Zauberhand geführte Rachelust und ließ ihn im Turm auf Lebzeiten einsperren. Punker verstarb innerhalb der feuchten Wände, und sein Klagelied wird heute noch von Drosseln auf Lindelbrunn gesungen.
Einer anderen Sage nach kam Punker dem Pfalzgrafen unheimlich vor, weshalb er dessen Treffsicherheit prüfen wollte. Dazu sollte Punker seinem eigenen Knaben eine auf dem Kopf liegende Münze herunter schießen, ohne den Knaben zu verletzen. Punker weigerte sich aus Angst, der Teufel könne seine sichere Hand lenken und so sein Sohn sterben. Doch der Pfalzgraf verlangte unter Todesandrohung die Prüfung. Punker schoss die Münze vom Kopf seines Sohnes, ohne diesen auch nur zu streifen, und legte noch während des Fluges des ersten Pfeiles sofort einen zweiten Pfeil nach. Der Pfalzgraf war zufrieden, doch fragte er Punker, wozu der zweite Pfeil sei. Der sagte, dass dieser im Fall des Todes seines Sohnes für ihn, den Pfalzgrafen, bestimmt gewesen sei.

## Roman
Der Priester und Heimatschriftsteller Nikolaus Lauer schrieb um 1950 den Roman Lindelbrunn. In den Stationen des Ich-Erzählers (Galgenpriester in Landau, Burgkaplan auf Schloss Lindelbrunn, Spitalpriester in Speyer, Pfarrer in Eschbach) lässt der Autor die Zeit des Bauernaufstands lebendig werden – im Spannungsfeld von Gerechtigkeit und Barmherzigkeit.